# 安·多吉·雪巴
安·多吉·雪巴（英語：Ang Dorje Sherpa；1970年—）是一位來自尼泊爾潘波崎的雪巴族登山嚮導、登山家及搬運工，登頂珠穆朗瑪峰18次。他知名於在造成8名登山者死亡的1996年聖母峰事故中，擔任羅勃·霍爾的冒險顧問登山隊登山嚮導，這是目前珠穆朗瑪死亡人數第三多的山難。

## 早年生涯
安·多吉於1970年出生在位於尼泊爾珠穆朗瑪峰山坡下坤布谷的村莊潘波崎。他出身於喜馬拉雅山脈登山家庭，父親尼瑪·丹增·雪巴（Nima Tenzing Sherpa），是英國登山家克里斯·波寧頓在1970和1980年代的探險隊的登山嚮導。
安·多吉於12歲時就跟隨父親擔任探險隊的搬運工。安·多吉說「當我小時候時總是想攀登」。因他工作認真，得以在喜馬拉雅地區為數個探險隊從事登山工作。 1992年，正值22歲的他首度登頂珠穆朗瑪峰。

## 嚮導生涯
安·多吉帶領許多探險隊攀登珠穆朗瑪峰，並經常替羅勃·霍爾所創立的冒險顧問登山隊服務。在1996年聖母峰事故期間，他與拉帕·澤林·雪巴（Lhakpa Tshering Sherpa）在惡劣的天氣條件下，大膽設法營救霍爾和其他人，最終有8人喪生。他們爬升900公尺至南峰，僅在距離霍爾100公尺處因為難以抵抗暴風雨而停止救援。等待45分鐘後決定撤退。安·多吉事後說：「這很悲傷。非常困難。」。此項事蹟後來由強·克拉庫爾在其著作《聖母峰之死》中進行了描述。
安·多吉在協助攀登珠穆朗瑪峰的工作之外，也擔任珠穆朗瑪峰、阿空加瓜山、瑞尼爾山、吉力馬札羅山與島峰的高山嚮導。
他在1980年第二度攀登珠穆朗瑪峰時，協助印度女性登山家巴城德里·帕爾成為首度登頂珠穆朗瑪峰的印度女性。他通常以無氧攀登的形式攀爬，很活躍且敏捷。

## 攀登成就
截至2016年止，安·多吉自1992年開始已登頂珠穆朗瑪峰18次（皆在春季及秋季，且都由東南脊路線經南坳）登頂，自1995年起登頂卓奧友峰7次，另外也登頂布洛阿特峰（1995年）、加舒爾布魯木II峰（1997年）與阿瑪達布拉姆峰（1996年，經西南脊路線）。

## 個人生涯
安·多吉於2002年在珠穆朗瑪峰基地營遇見美國計算語言學家蜜雪兒·格雷戈里（Michelle Gregory）後移民美國。這對伴侶一年後結婚，並與兩個小孩居住於華盛頓州里奇蘭。每年春天回尼泊爾攀登珠穆朗瑪峰，部分原因是可順道探親。他於2012年完成第16次登頂珠穆朗瑪峰。當他不是在喜馬拉雅山領引導客戶時，安·多吉在華盛頓家附近的風力發電場工作，為一位風力渦輪機技工。